# EC 1.2.1
La EC 1.2.1 è una sotto-sottoclasse della classificazione EC relativa agli enzimi. Si tratta di una sottoclasse delle ossidoreduttasi che include enzimi che utilizzano gruppi aldeidici o chetonici come donatori di elettroni e NAD+ o NADP+ come accettori di elettroni.

## Enzimi appartenenti alla sotto-sottoclasse
| numero EC   | nome accettato                                                   |
| ----------- | ---------------------------------------------------------------- |
| EC 1.2.1.2  | formato deidrogenasi                                             |
| EC 1.2.1.3  | aldeide deidrogenasi (NAD+)                                      |
| EC 1.2.1.4  | aldeide deidrogenasi (NADP+)                                     |
| EC 1.2.1.5  | aldeide deidrogenasi (NAD(P)+)                                   |
| EC 1.2.1.7  | benzaldeide deidrogenasi (NADP+)                                 |
| EC 1.2.1.8  | betaina-aldeide deidrogenasi                                     |
| EC 1.2.1.9  | gliceraldeide-3-fosfato deidrogenasi (NADP+)                     |
| EC 1.2.1.10 | acetaldeide deidrogenasi (acetilante)                            |
| EC 1.2.1.11 | aspartato-semialdeide deidrogenasi                               |
| EC 1.2.1.12 | gliceraldeide-3-fosfato deidrogenasi (fosforilante)              |
| EC 1.2.1.13 | gliceraldeide-3-fosfato deidrogenasi (NADP+) (fosforilante)      |
| EC 1.2.1.15 | malonato-semialdeide deidrogenasi                                |
| EC 1.2.1.16 | succinato-semialdeide deidrogenasi (NAD(P)+)                     |
| EC 1.2.1.17 | gliossilato deidrogenasi (acilante)                              |
| EC 1.2.1.18 | malonato-semialdeide deidrogenasi (acetilante)                   |
| EC 1.2.1.19 | aminobutirraldeide deidrogenasi                                  |
| EC 1.2.1.20 | glutarato-semialdeide deidrogenasi                               |
| EC 1.2.1.21 | glicolaldeide deidrogenasi                                       |
| EC 1.2.1.22 | lattaldeide deidrogenasi                                         |
| EC 1.2.1.23 | 2-ossoaldeide deidrogenasi (NAD+)                                |
| EC 1.2.1.24 | succinato-semialdeide deidrogenasi                               |
| EC 1.2.1.25 | 2-ossoisovalerato deidrogenasi (acilante)                        |
| EC 1.2.1.26 | 2,5-diossovalerato deidrogenasi                                  |
| EC 1.2.1.27 | metilmalonato-semialdeide deidrogenasi (acilante)                |
| EC 1.2.1.28 | benzaldeide deidrogenasi (NAD+)                                  |
| EC 1.2.1.29 | aril-aldeide deidrogenasi                                        |
| EC 1.2.1.30 | aril-aldeide deidrogenasi (NADP+)                                |
| EC 1.2.1.31 | L-aminoadipato-semialdeide deidrogenasi                          |
| EC 1.2.1.32 | aminomuconato-semialdeide deidrogenasi                           |
| EC 1.2.1.33 | (R)-deidropantoato deidrogenasi                                  |
| EC 1.2.1.36 | retinale deidrogenasi                                            |
| EC 1.2.1.38 | N-acetil-gamma-glutammil-fosfato reduttasi                       |
| EC 1.2.1.39 | fenilacetaldeide deidrogenasi                                    |
| EC 1.2.1.40 | 3alfa,7alfa,12alfa-triidrossicolestano-26-ale 26-ossidoreduttasi |
| EC 1.2.1.41 | glutammato-5-semialdeide deidrogenasi                            |
| EC 1.2.1.42 | esadecanale deidrogenasi (acilante)                              |
| EC 1.2.1.43 | formato deidrogenasi (NADP+)                                     |
| EC 1.2.1.44 | cinnamoil-CoA reduttasi                                          |
| EC 1.2.1.45 | 4-carbossi-2-idrossimuconato-6-semialdeide deidrogenasi          |
| EC 1.2.1.46 | formaldeide deidrogenasi                                         |
| EC 1.2.1.47 | 4-trimetilammoniobutirraldeide deidrogenasi                      |
| EC 1.2.1.48 | aldeide (a lunga catena) deidrogenasi                            |
| EC 1.2.1.49 | 2-ossoaldeide deidrogenasi (NADP+)                               |
| EC 1.2.1.50 | acil-CoA (acido grasso a lunga catena) reduttasi                 |
| EC 1.2.1.51 | piruvato deidrogenasi (NADP+)                                    |
| EC 1.2.1.52 | ossoglutarato deidrogenasi (NADP+)                               |
| EC 1.2.1.53 | 4-idrossifenilacetaldeide deidrogenasi                           |
| EC 1.2.1.54 | gamma-guanidinobutirraldeide deidrogenasi                        |
| EC 1.2.1.57 | butanale deidrogenasi                                            |
| EC 1.2.1.58 | fenilgliossilato deidrogenasi (acilante)                         |
| EC 1.2.1.59 | gliceraldeide-3-fosfato deidrogenasi (NAD(P)+) (fosforilante)    |
| EC 1.2.1.60 | 5-carbossimetil-2-idrossimuconico-semialdeide deidrogenasi       |
| EC 1.2.1.61 | 4-idrossimuconico-semialdeide deidrogenasi                       |
| EC 1.2.1.62 | 4-formilbenzenesulfonato deidrogenasi                            |
| EC 1.2.1.63 | 6-ossoesanoato deidrogenasi                                      |
| EC 1.2.1.64 | 4-idrossibenzaldeide deidrogenasi                                |
| EC 1.2.1.65 | salicilaldeide deidrogenasi                                      |
| EC 1.2.1.66 | formaldeide deidrogenasi dipendente da micotiolo                 |
| EC 1.2.1.67 | vanillina deidrogenasi                                           |
| EC 1.2.1.68 | coniferil-aldeide deidrogenasi                                   |
| EC 1.2.1.69 | fluoroacetaldeide deidrogenasi                                   |
| EC 1.2.1.70 | glutammil-tRNA reduttasi                                         |
| EC 1.2.1.71 | succinilglutammato-semialdeide deidrogenasi                      |
| EC 1.2.1.72 | eritrosio-4-fosfato deidrogenasi                                 |